# 趙涌
趙涌（Zhao Yong，1976年4月8日—，中國大陸演員、模特兒，畢業於恩施體校。1995年在深圳開始發展模特事業，2004年奪得香港“全港男模大賽”亞軍及“最佳君子風度獎”。2005年參亞洲先生競選，奪得冠軍，賽後簽約亞視。因他在比賽中大膽展露發達腹部肌肉，故被稱為“腹肌男”。
趙涌約滿後返回中國內地發展，近年多次擔任模特選美大賽評委。

## 電視劇（亞洲電視）
- 2006年 《香港奇案實錄·WTO危城六日》 飾 朴正權
- 2007年 《激流青春》 飾 林師傅

## 參與節目
- 2008年 《選美風雲50年》第六集（嘉賓）[4]